# 九仙山建筑群
九仙山建筑群，位于山东省济宁市曲阜市吴村镇九仙山，是中华人民共和国山东省文物保护单位之一。
2006年12月7日，授予山东省文物保护单位，是一座古建筑。